# Kwas lasalowy
Kwas lasalowy, lasalocyd – organiczny związek chemiczny, jeden z podstawowych antybiotyków jonoforowych. Jest związkiem pochodzenia naturalnego. Po raz pierwszy został wyizolowany w 1951 roku ze szczepu Streptomyces lasaliensis. Kwas lasalowy doskonale transportuje przez błony biologiczne kationy litowców i niektórych wapniowców, a także niektóre aniony np. chlorkowe. Kwas lasalowy i jego sól sodowa są toksyczne.

## Struktura cząsteczki
Cząsteczka kwasu lasalowego zawiera dwa połączone pojedynczym wiązaniem pierścienie – tetrahydropiranowy i tetrahydrofuranowy. Do tego ostatniego przyłączony jest wielopodstawiony łańcuch węglowy z metylowaną resztą kwasu salicylowego. Zawiera dziesięć centrów stereogenicznych.
Kwas lasalowy posiada kilka homologów, które różnią się od siebie zamianą jednej z czterech grup metylowych na grupę etylową (lasalocid B, C, D, E oraz izolasalocid A).

### Synteza totalna
Po raz pierwszy synteza totalna kwasu lasalowego z kontrolą regioselektywności i stereolelektywności, przeprowadzona została w 1978 roku przez Kishi’ego i współpracowników.
Inną metodę zaproponował dwa lata później Ireland i współpracownicy.

### Struktura krystaliczna
Struktura krystaliczna kwasu lasalowego została określona w 1979 roku. Otrzymane w procesie krystalizacji z metanolu kryształy zawierają dwa rodzaje struktur kompleksu z metanolem o stechiometrii 1:1 i należą do grupy przestrzennej P212121.
Określono struktury krystaliczne soli kompleksowych kwasu lasalowego m.in. z kationami sodu, srebra, talu oraz baru. Sole te występują w postaci dimerów.
Kwas lasalowy tworzy też sole z aminami m.in. alliloaminą, TBD (S)-4-bromofenyloetyloaminą i innymi.

### Modyfikacje chemiczne
Najliczniejszą grupą pochodnych kwasu lasalowego są estry, których opisano w literaturze blisko dwadzieścia. Zbadano również zdolność estrów kwasu lasalowego do kompleksowania kationów jedno- i dwu-wartościowych. Estry o-nitrobenzylowy oraz 1-metylenonaftylowy otrzymano w postaci krystalicznej. Są to jedyne znane pochodne kwasu lasalowego, których struktury określono metodami krystalograficznymi.

## Zastosowanie
Związek ten posiada szerokie spektrum aktywności biologicznych i farmakologicznych. Znalazł zastosowanie w weterynarii jako lek przeciwbakteryjny przeciw bakteriom Gram-dodatnim, mykobakteriom czy kokcydiom. Jest także stosowany jako dodatek do pasz dla ptactwa i zwierząt hodowlanych zwiększając efektywność jej wykorzystania. Sól sodowa kwasu lasalowego jest składnikiem handlowych preparatów Avatec i Bovatec.